# Jaguar 1
Raketenjagdpanzer Jaguar 1 je bio njemački lovac tenkova opremljen vođenim protutenkovskim projektilima. Od 1978. do 1982. nekoliko Raketenjagdpanzer 2 lovca tenkova pretvoreno je u 316 Jaguara 1 zamjenjujući SS.11 raketni sustav s HOT lanserom raketa i dodatnim oklopom. Između 1993. i 1995. nadograđen je s novom optikom i termalni vizorom.

## Unutarnje poveznice
- Jaguar 2

## Vanjske poveznice
- Jaguar 1 u detaljima
- FAS
- Flecktarn  Arhivirana inačica izvorne stranice od 29. ožujka 2008. (Wayback Machine)